# Valencina de la Concepción
Valencina de la Concepción er en by og kommune i det sydlige Spanien i provinsen Sevilla. Den har et indbyggertal på 8.080 (2024) indbyggere.